# Grand Prix automobile de Pescara 1932
Le Grand Prix automobile de Pescara 1932 (VIII° Coppa Acerbo) est un Grand Prix qui s'est tenu sur le circuit de Pescara le 14 août 1932.

## Grille de départ
| 1re ligne | Pos. 3                        | Pos. 2                 | Pos. 1                |
| --------- | ----------------------------- | ---------------------- | --------------------- |
|           | Borzacchini Alfa Romeo        | Rondina OM             | Caracciola Alfa Romeo |
| 2e ligne  | Pos. 6                        | Pos. 5                 | Pos. 4                |
|           | Von Brauchitsch Mercedes-Benz | Taruffi Alfa Romeo     | Nuvolari Alfa Romeo   |
| 3e ligne  | Pos. 9                        | Pos. 8                 | Pos. 7                |
|           | Biondetti MB                  | Broschek Mercedes-Benz | Brivio Alfa Romeo     |
| 4e ligne  | Pos. 12                       | Pos. 11                | Pos. 10               |
|           | Ghersi Alfa Romeo             | Curzon Delage          | Corsi Maserati        |
| 5e ligne  | Pos. 15                       | Pos. 14                | Pos. 13               |
|           | Ruggeri Maserati              | Morandi Bugatti        | Fagioli Maserati      |
| 6e ligne  | Pos. 18                       | Pos. 17                | Pos. 16               |
|           | Orsini Maserati               | Rose-Itier Bugatti     | Varzi Bugatti         |
| 7e ligne  |                               |                        | Pos. 19               |
|           |                               |                        | Chiron Bugatti        |

## Classement de la course
| Pos. | no | Pilote                                        | Écurie                 | Châssis            | Tours | Temps/Abandon     | Grille |
| ---- | -- | --------------------------------------------- | ---------------------- | ------------------ | ----- | ----------------- | ------ |
| 1    | 8  | Tazio Nuvolari                                | Scuderia Ferrari       | Alfa Romeo Tipo B  | 12    | 2 h 11 min 18 s 8 | 4      |
| 2    | 2  | Rudolf Caracciola                             | SA Alfa Romeo          | Alfa Romeo Tipo B  | 12    | 2 h 11 min 33 s 0 | 1      |
| 3    | 46 | Louis Chiron                                  | Automobiles E. Bugatti | Bugatti Type 51    | 12    | 2 h 13 min 13 s 4 | 19     |
| 4    | 14 | Antonio Brivio                                | Scuderia Ferrari       | Alfa Romeo Monza   | 12    | 2 h 19 min 28 s 2 | 7      |
| 5    | 28 | Luigi Fagioli Ernesto Maserati Amedeo Ruggeri | Officine A. Maserati   | Maserati Tipo V5   | 12    | 2 h 21 min 31 s 4 | 13     |
| 6    | 6  | Baconin Borzacchini                           | SA Alfa Romeo          | Alfa Romeo Monza   | 12    | 2 h 26 min 16 s 2 | 3      |
| 7    | 36 | Francis Curzon                                | Privé                  | Delage 15S8        | 12    | 2 h 26 min 16 s 4 | 11     |
| 8    | 18 | Clemente Biondetti                            | Privé                  | MB Spéciale        | 11    | + 1 tour          | 9      |
| 9    | 20 | Secondo Corsi                                 | Privé                  | Maserati Tipo 26   | 11    | + 1 tour          | 10     |
| 10   | 44 | Vittoria Orsini                               | Privée                 | Maserati Tipo 26   | 11    | + 1 tour          | 18     |
| Nc.  | 16 | Albert Broschek                               | Privé                  | Mercedes-Benz SSK  | 10    | + 2 tour          | 8      |
| Abd. | 10 | Piero Taruffi                                 | Scuderia Ferrari       | Alfa Romeo Monza   | 7     | Accident          | 5      |
| Abd. | 40 | Anne-Cécile Rose-Itier                        | Privée                 | Bugatti Type 37A   | 7     | Mécanique         | 17     |
| Abd. | 38 | Achille Varzi                                 | Automobiles E. Bugatti | Bugatti Type 51    | 5     | Pression d'huile  | 16     |
| Abd. | 34 | Amedeo Ruggeri                                | Officine A. Maserati   | Maserati Tipo 26 M | 5     | Moteur            | 15     |
| Abd. | 4  | Silvio Rondina                                | Carlo Pellegrini       | OM 665             | 5     | Mécanique         | 2      |
| Abd. | 30 | Giuseppe Morandi                              | Privé                  | Bugatti Type 35B   | 4     | Mécanique         | 14     |
| Abd. | 26 | Pietro Ghersi                                 | Scuderia Ferrari       | Alfa Romeo Monza   | 2     | Mécanique         | 12     |
| Abd. | 12 | Manfred von Brauchitsch                       | Privé                  | Mercedes-Benz SSKL | 0     | Moteur            | 6      |
| Np.  | 24 | Giuseppe Campari                              | SA Alfa Romeo          | Alfa Romeo Tipo B  |       | Non partant       |        |
| Np.  | 24 | Carlo Gazzabini                               | Privé                  | Alfa Romeo Monza   |       | Non partant       |        |
| Np.  | 36 | Charles Jellen                                | Privé                  | Bugatti Type 35B   |       | Non partant       |        |
| Np.  | 42 | Renato Danese                                 | Privé                  | Bugatti Type 35C   |       | Non partant       |        |

- Légende: Abd.=Abandon - Nc.=Non classé - Np.=Non partant.

## Pole position et record du tour
- Pole position :  Rudolf Caracciola (Alfa Romeo) par tirage au sort.
- Meilleur tour en course :  Tazio Nuvolari (Alfa Romeo) en 10 min 25 s 2 au troisième tour.

## Tours en tête
- Rudolf Caracciola : 4 tours (1-4)
- Tazio Nuvolari : 8 tours (5-12)